# Brazilské kapitanáty

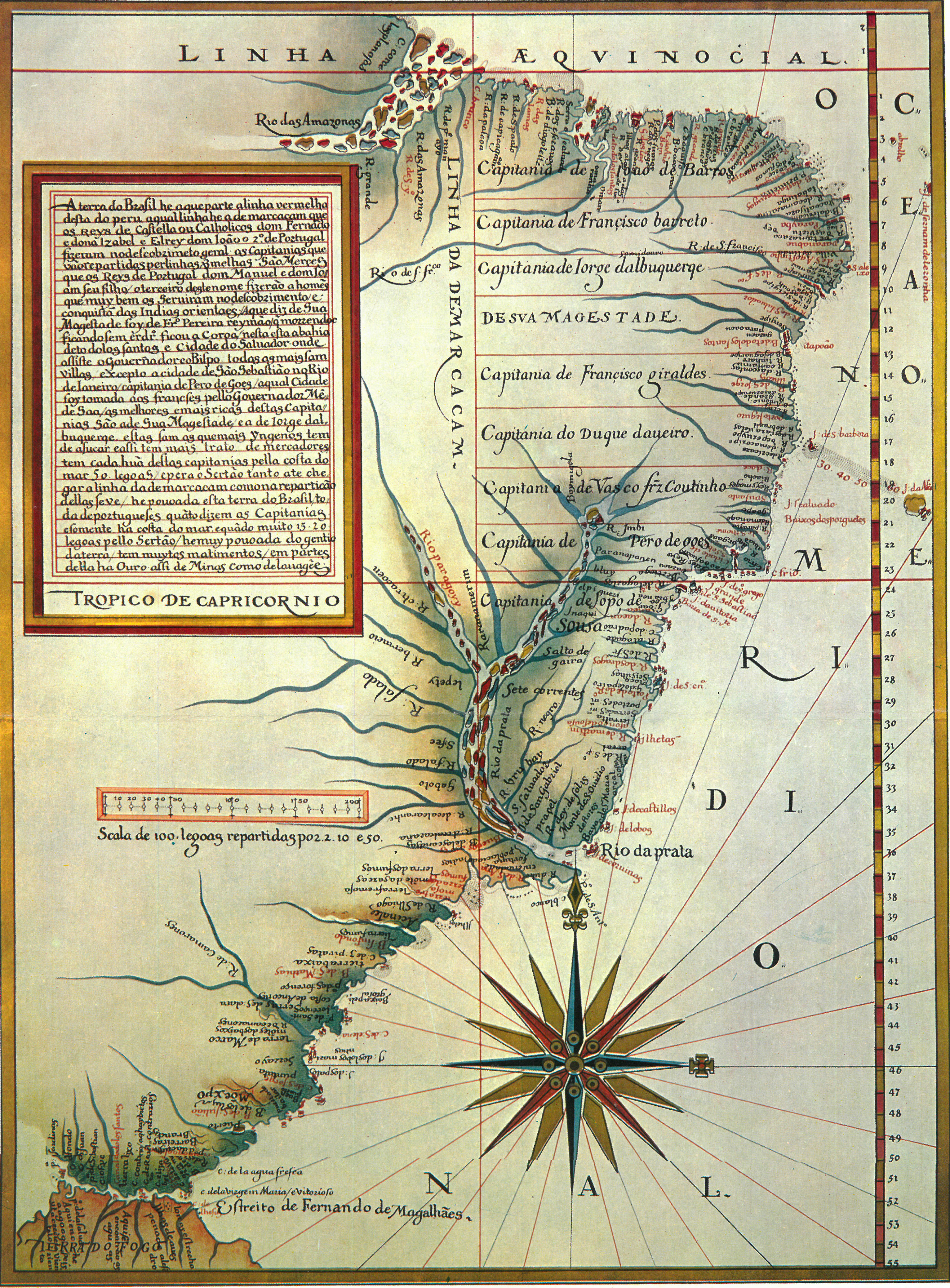
Mapa dělení Brazílie na listině z roku 1574 (Lisabonská knihovna Ajuda).

Kapitanát (též kapitánie, portugalsky: capitania, španělsky: capitanía; anglicky: captaincy; německy: Kapitanat) je historická administrativní jednotka a dědičné léno v bývalých španělských a portugalských koloniích. Na kapitanáty byla v 15. století rozdělena území portugalských ostrovů v Atlantiku (Madeira, Azory) a portugalská území podél afrického pobřeží. 

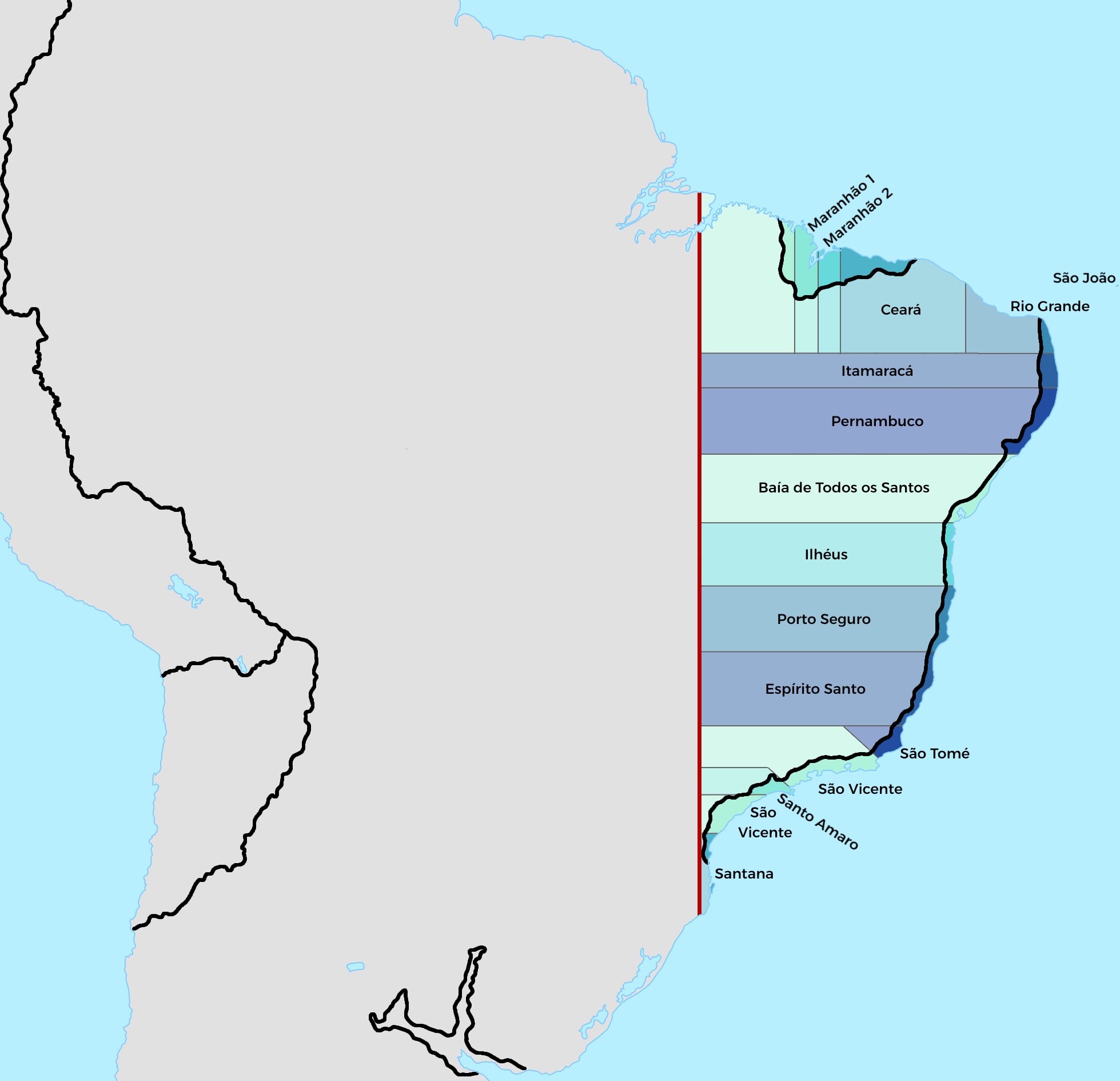
Dělení Brazílie z roku 1534.

Po objevení Brazílie (1500) byla tato Země Svatého kříže (Terra de Santa Cruz) rovněž rozdělena na kapitanáty. Protože vnitrozemí nebylo probádáno, byly hranice kapitanátů v Brazílii stanoveny jen rovnoběžkami s rovníkem. Na západě končily u linie stanovené portugalským králem Janem III. (João III de Portugal), což byla linie podle smlouvy z Tordesillas.
Kapitanátu vládl portugalský šlechtic s titulem capitão-mor nebo capitão-donatário.
Ve španělských koloniích v Jižní Americe a na Filipínách byly generální kapitanáty zřizovány v oblastech ohrožovaných nepřátelskými útoky jako administrativní jednotky místokrálovství. Kapitanátu zde velel vojenský velitel, který měl i absolutní moc civilní.